# TAG Heuer

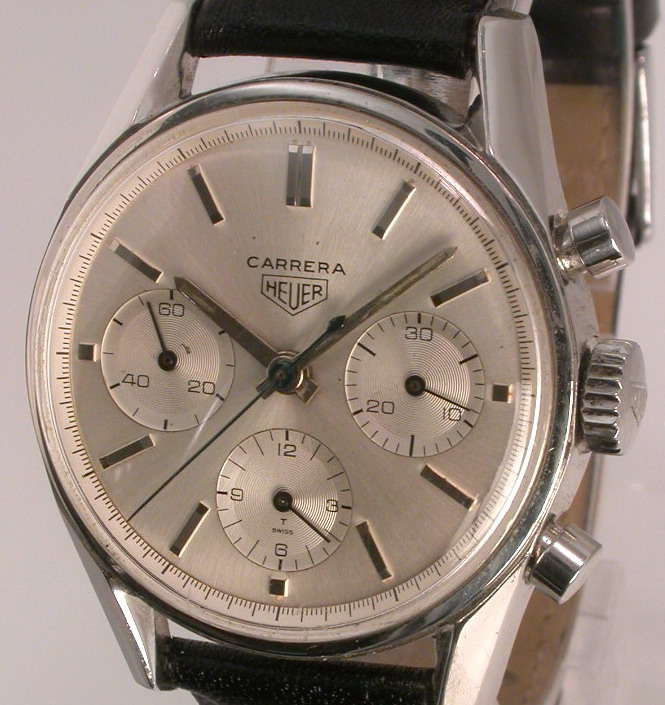
Zegarek Heuer Carrera z 1964 roku

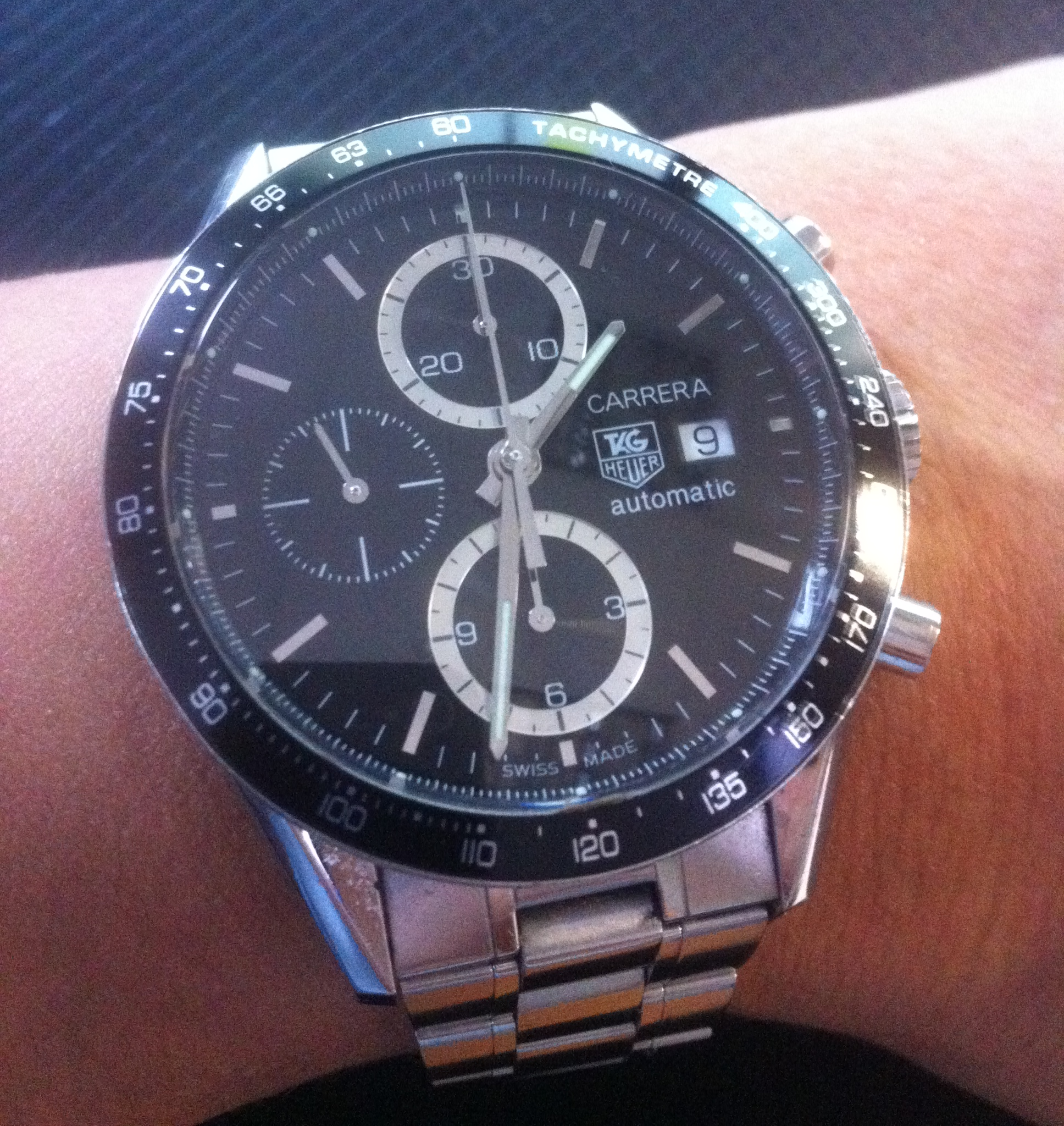
Zegarek Tag Heuer CV2010 Carrera

TAG Heuer – szwajcarska firma produkująca luksusowe zegarki. Firma została założona przez Edouarda Heuera w 1860 roku w St-Imier, miejscowości położonej w szwajcarskim regionie Jura. W roku 1869, Edouard Heuer opatentował nowy system nakręcania zegarka za pomocą  wałka naciągowego. W 1886 roku opatentował udoskonalony chronograf kieszonkowy. W 1890 roku kolekcja jego zegarków zdobyła srebrny medal na Wystawie Paryskiej. W 1916 roku skonstruował Micrograph – pierwszy na świecie przyrząd pomiarowy zdolny do odmierzania czasu z dokładnością do 1/100 sekundy. W roku 1969 firma skonstruowała i opatentowała Microtimer, zdolny odmierzyć czas z dokładnością do 1/1000 sekundy. Heuer w 1975 roku wprowadziła na rynek pierwszy na świecie chronograf kwarcowy – Chronosplit, o dokładności pomiaru do 1/100 sekundy. 
Od czasu przejęcia w 1985 roku firmy Heuer przez spółkę TAG (Techniques d’Avant Garde) firma używa nazwy TAG Heuer.
W 1999 roku TAG Heuer został przejęty za 739 mln $ przez francuski koncern LVMH Moët Hennessy Louis Vuitton.

## Historia
- 1860 rok – Edouard Heuer w St-Imier zakłada firmę Heuer.
- 1869 rok – pierwszy patent Edouarda Heuera (nowy system nakrecania zegarków).
- 1886 rok – Heuer wprowadza udoskonalony chronograf kieszonkowy.
- 1916 rok – Heuer wprowadza Micrograph.
- 1920 rok – stopery Heuer są używane do prowadzenia oficjalnego pomiaru czasu na Igrzyskach Olimpijskich w Antwerpii.
- 1928 rok – stopery Heuer są używane do prowadzenia oficjalnego pomiaru czasu na Igrzyskach Olimpijskich w Amsterdamie.
- 1969 rok – Heuer opatentował Microtimer.
- 1974 rok – firma staje się odpowiedzialna za pomiar czasu Ferrari w Formule 1.
- 1975 rok – Pojawia się pierwszy na świecie chronograf kwarcowy – Chronosplit.
- 1980 rok – firma staje się odpowiedzialna za pomiar czasu na Letnich Igrzyskach Olimpijskich w Moskwie.
- 1980 rok – Heuer wycofuje się ze sportu.
- 1982 rok – Grupa Piaget przejęła połowę udziałów w firmie Heuer.
- 1985 rok – Heuer zostaje całkowicie przejęty przez spółkę TAG (Techniques d’Avant Garde). Następuje zmiana nazwy na TAG Heuer i rozpoczęcie współpracy z zespołem McLaren, startującym w Formule 1.
- 1992 rok – TAG Heuer zostaje odpowiedzialny za pomiar czasów podczas wyścigów Formuły 1.
- 1999 rok – TAG Heuer zostaje całkowicie przejęty przez spółkę LVMH Moët Hennessy Louis Vuitton. W tym samym roku marka jest odpowiedzialna za oficjalny pomiar czasów podczas mistrzostw świata w narciarstwie alpejskim w Vail. Współpraca kontynuowana jest podczas dwóch kolejnych edycji, w 2001 i 2003.
- 2004 rok – TAG Heuer przed rozpoczęciem sezonu 2004 ogłasza rezygnację z pomiaru czasów w Formule 1.
- 2005 rok – TAG Heuer zostaje uznana za jedną z najbardziej nowatorskich firm w Europie przez międzynarodową firmę doradczą A.T. Kearney. Powodem uznania jest stosowana przez TAG Heuer procedura “360 stopni totalnej innowacji”.
- 2006 rok – Carrera Calibre 360 zostaje uznany "Najlepszym zegarkiem sportowym świata".
- 2015 rok – zakończenie współpracy TAG Heuer z McLarenem.
- 2016 rok – rozpoczęcie współpracy z Red Bull Racing, do 2018 pod nazwą TAG Heuer ukrywane są silniki Renault.
- 2025 rok – TAG Heuer zostaje odpowiedzialny za pomiar czasów podczas wyścigów Formuły 1.

## Kolekcje zegarków
- Aquaracer
- Autavia
- Carrera
- Formula 1
- Monaco
- Golf
- Link
- SLR

## Formuła 1
W sezonach 1992–2003, TAG Heuer odpowiedzialne było za pomiar czasów w wyścigach Formuły 1. Wcześniej, bo od 1985 marka była sponsorem zespołu McLaren. Współpraca z brytyjską stajnią zakończyła się po sezonie 2015. Od sezonu 2016 jest on sponsorem zespołu Red Bull Racing. W sezonach 2016–2018 austriacki zespół używał silników Renault pod nazwą TAG Heuer. TAG Heuer ponownie został odpowiedzialny za pomiar czasu wyścigów F1 2025 roku.